# Lange Reihe

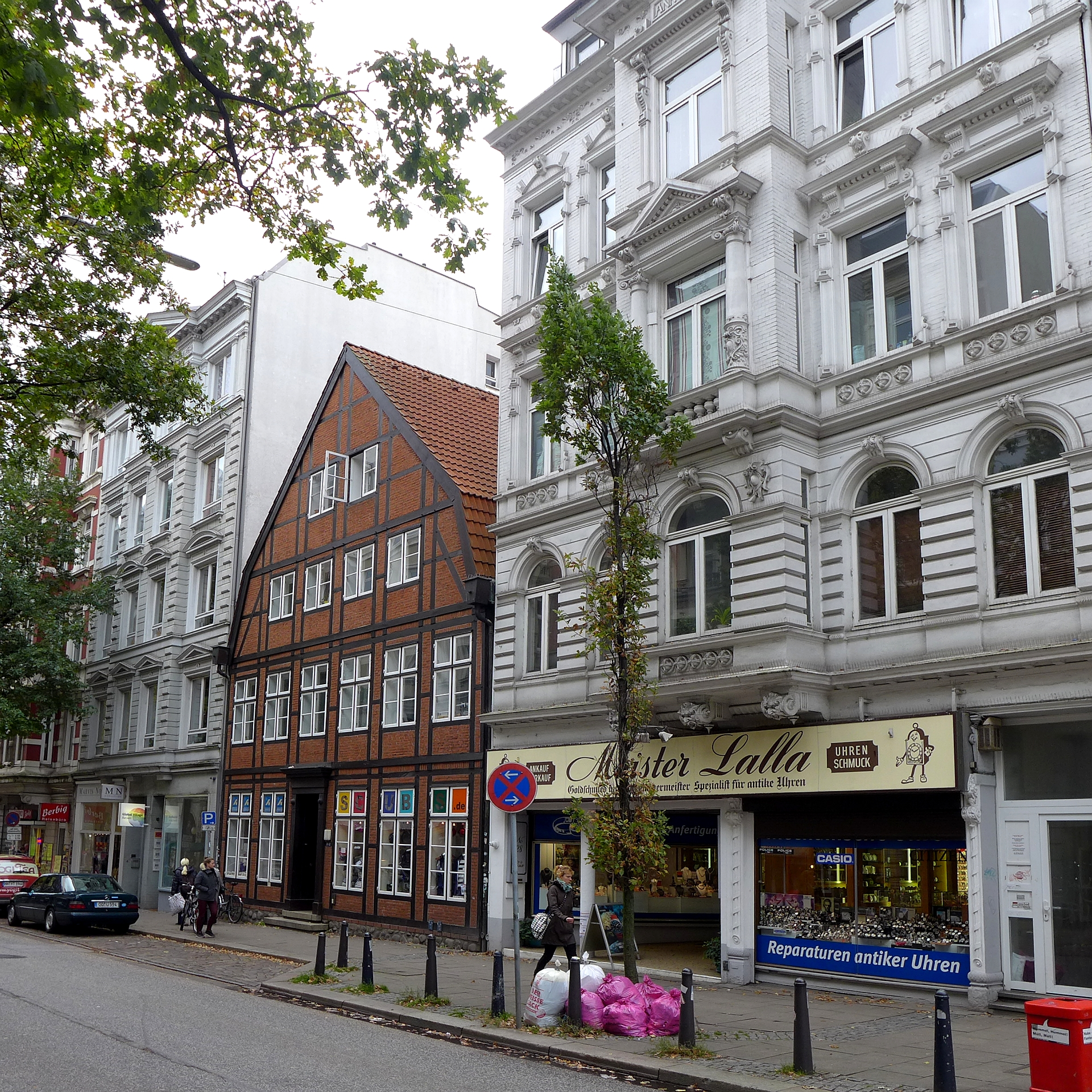
Lange Reihe

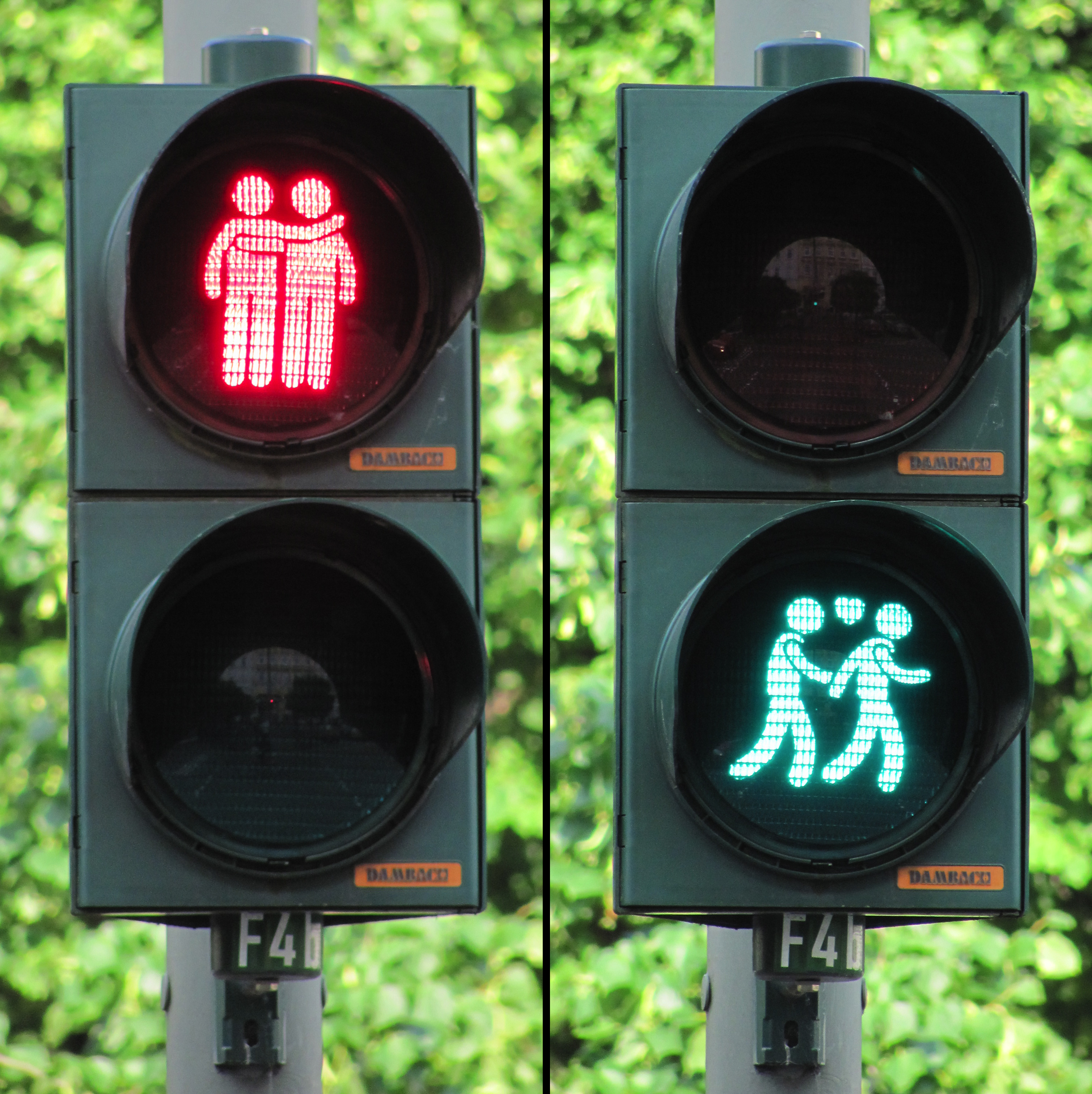
Gångsignaler med homosexuella på Lange Reihe

Lange Reihe är en känd cafe-, bar-, restaurang- och affärsgata som ligger i nöjeskvarteren i stadsdelen St. Georg, Hamburg. Gatan går mellan Kirchenallee nära Hamburg Hauptbahnhof och Lohmühlenstrasse vid Lohmühlenpark. Flera gamla byggnader finns längs med gatan. Gatan utgör centrum för Hamburgs homosexuella samt att Hamburgs Prideparad startar här varje år. Under november/december hålls Winter Pride längs gatan. I närheten ligger Hamburg Hauptbahnhof samt tunnelbanestation Lohmühlenstrasse. 

## Bilder

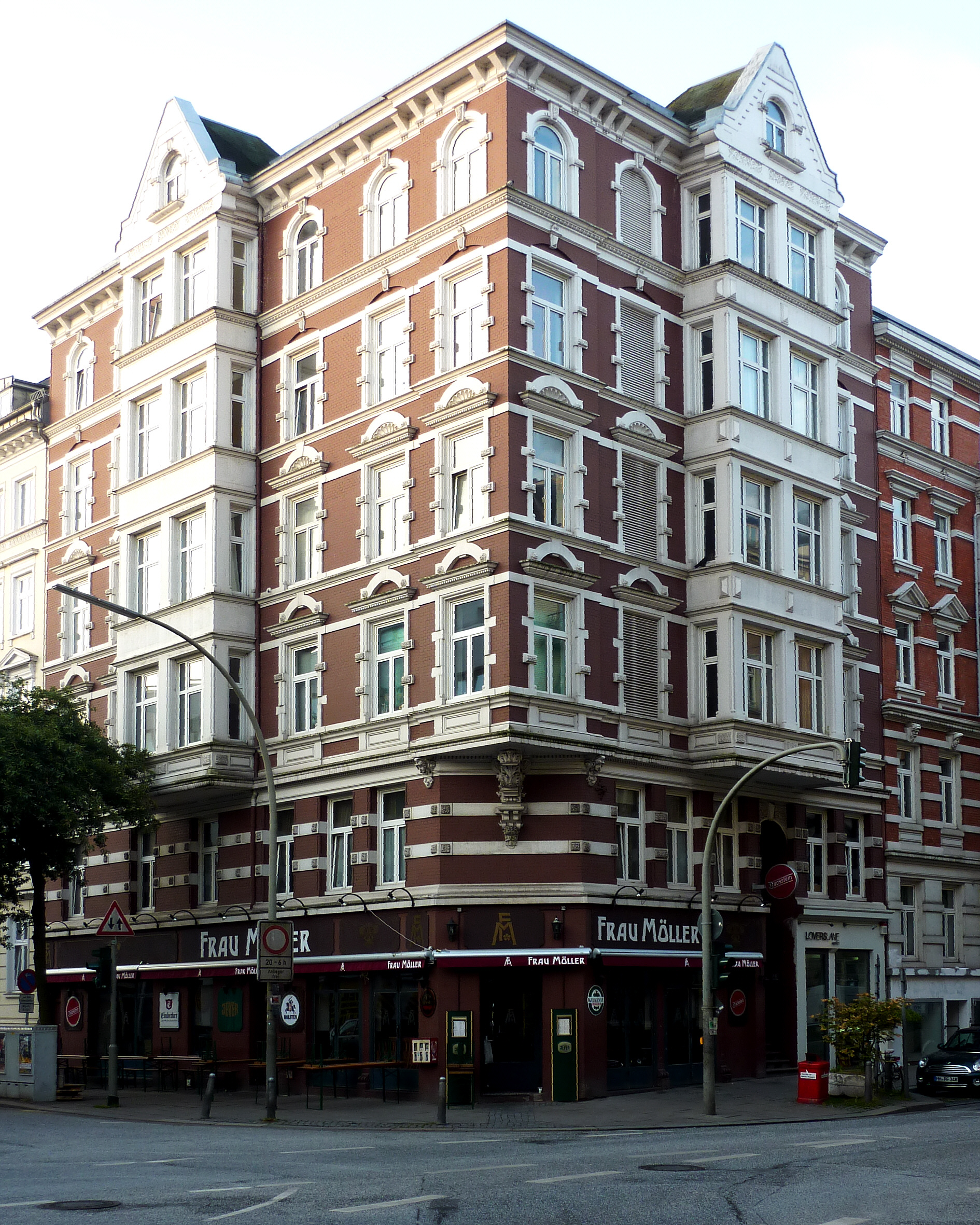
Frau Möller
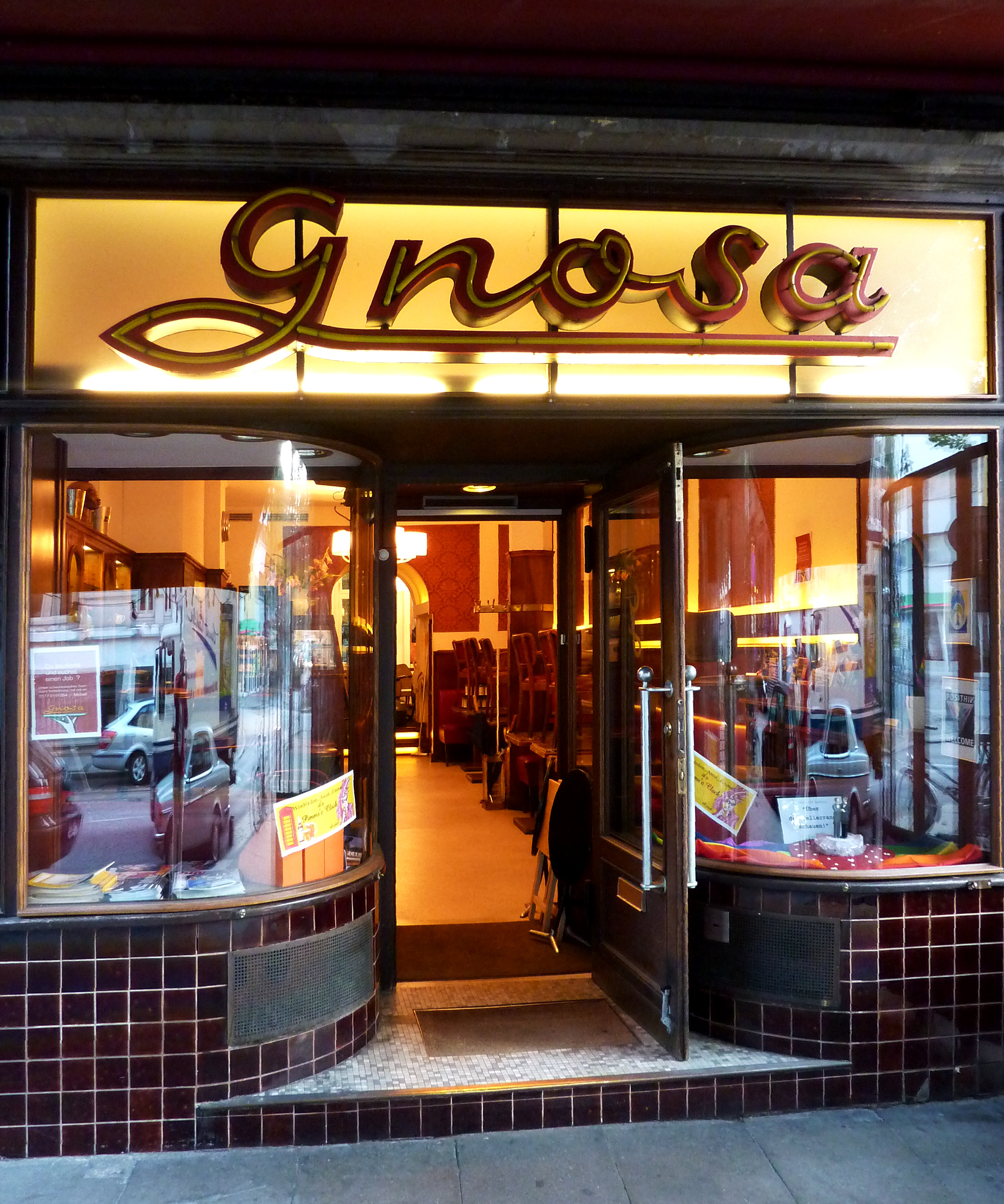
Cafe Gnosa
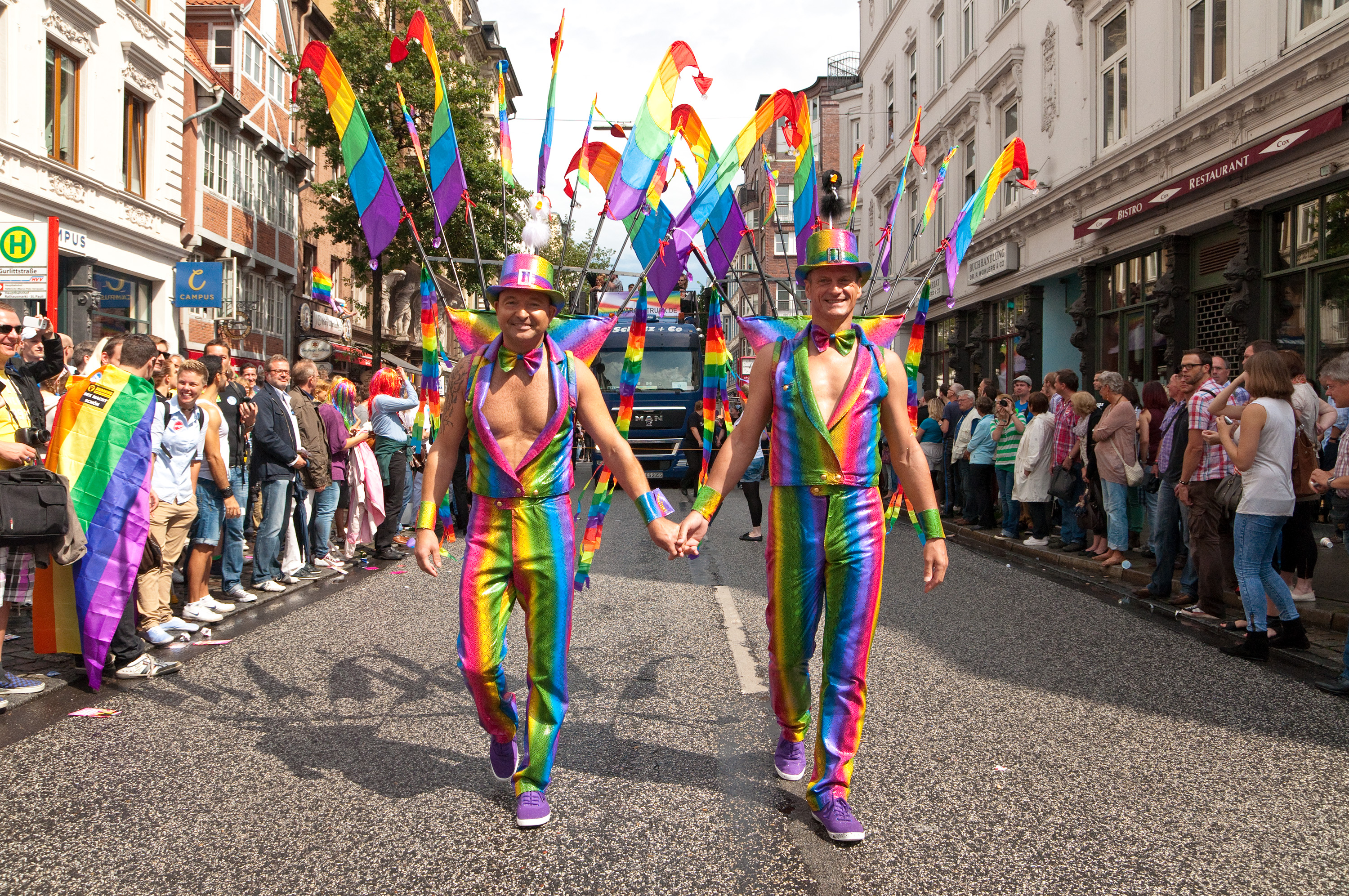
Hamburg Pride
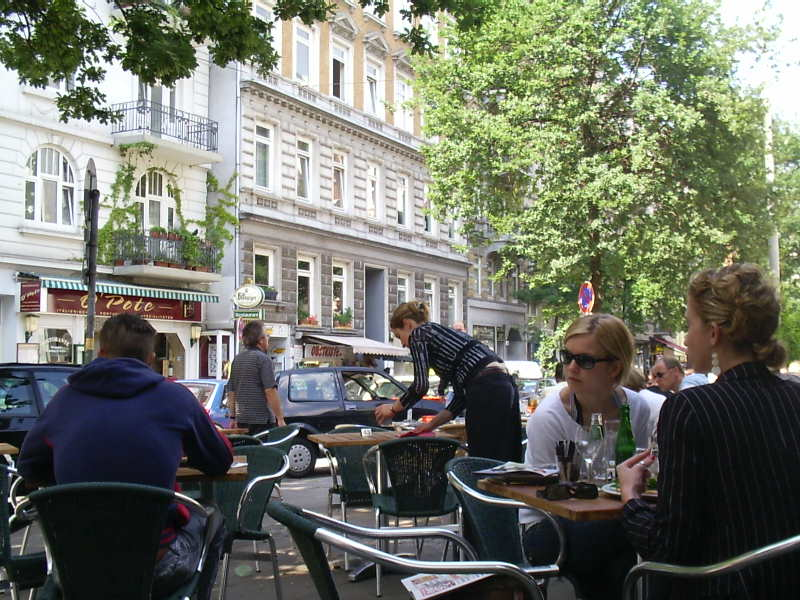